# Gonarthrus xantholeucus
Gonarthrus xantholeucus är en tvåvingeart som beskrevs av Wray Merrill Bowden 1964. Gonarthrus xantholeucus ingår i släktet Gonarthrus och familjen svävflugor. Inga underarter finns listade i Catalogue of Life.